# ジャニーズカウントダウンライブ
ジャニーズカウントダウンライブ（Johnny's Count Down Live）は、ジャニーズ事務所（現：SMILE-UP.）の所属タレントが日本時間の大晦日から元日にかけて行う年越しライブ。2014年を除いて、1998年から2022年まではフジテレビ系列で放送されていた。「ジャニーズカウントダウンコンサート」ともいう。略称は「カウコン」。

## 概要
1996年度、V6が神戸ワールド記念ホールで行った「V6 COUNTDOWN '97」を皮切りに、阪神・淡路大震災の災害復興チャリティーイベントとして始まった。1997年度はJ-FRIENDSが東京宝塚劇場で「ジャニーズ　カウントダウン・コンサート」を行い各会場で募金活動やチャリティーグッズを販売、収益金を神戸市教育委員会に寄付した。
1998年度から公演場所を東京ドームに移して開催。また同公演よりフジテレビ系列で特別番組として生中継している。J-FRIENDSとしての公演は、その後2002年度まで続いた。
2003年度より、CDデビューをしているタレント・グループ一同が参加しているほか、スペシャルゲストとして近藤真彦を始めとする1980年代にデビューした先輩タレントやジャニーズ事務所との親交が深い森光子も出演するようになる。ただしSMAPだけは2013年、香取慎吾が次番組の宣伝も兼ねて最後に少しだけ登場した以外、2016年末で解散するまで一度も出演することはなかった。
18歳未満のメンバーは労働基準法の関係で参加できないため、あらかじめ撮影しておいた録画映像を使用するか、18歳以上のメンバーのみ出演し18歳未満のメンバーは客席にいる状態で映っている。
2006年度からは、「年男ユニット」という期間限定ユニットが登場するようになった。
番組内では、新年へのカウントダウン後に1月1日が誕生日である堂本光一を祝福するのも恒例となっている。
カウコンそのものの開始は例年23時だが、生中継は「NHK紅白歌合戦」（NHK）が終了する23時45分からで固定されている。なお、東京ドームが0時30分以降の歌唱活動を禁止しているため中継終了も2005年度以降は0時45分で固定されている。
ライブ自体は1998年以降、毎年開催されているが2014年度のみフジテレビ系列で生中継されなかった（後述）。
2020年度は新型コロナウイルス感染拡大の影響による大型公演中止の観点から、例年のようなジャニーズカウントダウンライブは放送せず、他の企画を検討していると発表されていたが、放送を望む声が数多く寄せられたことなどから急遽開催が決定した。
2023年度はジャニー喜多川性加害問題が報道された影響で、2023年10月27日時点で開催の有無が未定の状態であった。同日に行われたフジテレビ定例社長会見において、編成上の都合により開催の有無に関わらず放送しないことが発表されていた。その後、同年11月18日にイベント自体の開催を中止することをSMILE-UP.が発表した。
2024年度も2024年11月27日にフジテレビが年末年始特別番組のスケジュールを発表し、2年連続で放送されないことが判明。その後、同年11月30日にイベント自体を2年連続で見送ることをSTARTO ENTERTAINMENTが公式サイトで正式発表した。

## 開催履歴
- 1998年度以降のものを記載。
- 放送日は全て12月31日 - 1月1日。
- 2014年は放送なし、2023年・2024年は開催なし。

| 開催年度 | タイトル                                                                              | 会場         | 放送時間     | 司会                                         | 備考 | 視聴率 |
| -------- | ------------------------------------------------------------------------------------- | ------------ | ------------ | -------------------------------------------- | --- | ------ |
| 1998年   | Asia Biggest Countdown in Dome                                                        | 東京ドーム   | 23:45 - 3:00 | 不在                                         | 『ワールドカウントダウンスペシャル』内で放送 |        |
| 1999年   | J-FRIENDS MILLENNIUM in TOKYO DOME                                                    | 東京ドーム   | 23:45 - 0:30 | 不在                                         | 『ワールドカウントダウンスーパースペシャル』内で放送 |        |
| 2000年   | J-FRIENDS COUNTDOWN FROM TOKYO                                                        | 東京ドーム   | 23:45 - 0:30 | 不在                                         | |        |
| 2001年   | Vivaメントレ兄弟presents J-FRIENDS COUNTDOWN in TOKYO DOME                            | 東京ドーム   | 23:45 - 0:40 | 不在                                         | 『超豪華年越し生放送Vivaメントレ兄弟3番組合体スペシャル02→03』内で放送 |        |
| 2002年   | J-FRIENDS カウントダウンコンサート                                                    | 東京ドーム   | 23:45 - 0:40 | 不在                                         | |        |
| 2003年   | ジャニーズスターシップカウントダウン                                                  | 東京ドーム   | 23:45 - 0:40 | 不在                                         | この年より地上デジタル放送開始。 |        |
| 2004年   | ジャニーズビッグサプライズカウントダウンライブ                                        | 東京ドーム   | 23:45 - 0:40 | 不在                                         | |        |
| 2005年   | 見なきゃソンSONG「PRIDEかけてジャニーズ歌合戦」 at TOKYO DOME since 1998              | 東京ドーム   | 23:45 - 0:45 | KinKi Kids                                   | | 13.0%  |
| 2006年   | ジャニーズカウントダウン 2006-2007                                                    | 東京ドーム   | 23:45 - 0:45 | TOKIO                                        | | 13.1%  |
| 2007年   | 10年目だよ！見なきゃソンSONG ジャニーズカウントダウン歌合戦                           | 東京ドーム   | 23:45 - 0:45 | 嵐                                           | |        |
| 2008年   | ウシシもぅ大変！東西ドーム10万人集結!! 年越しジャニーズ生歌合戦                       | 東京ドーム   | 23:45 - 0:45 | 嵐                                           | |        |
| 2009年   | 吠えろ！ジャニーズ虎の巻 東西ドーム10万人集結!! 超豪華年越し生歌合戦!!                | 東京ドーム   | 23:45 - 0:45 | 嵐                                           | |        |
| 2010年   | 跳べ！ジャニーズ年越し生歌合戦だピョン！                                              | 東京ドーム   | 23:45 - 0:45 | KinKi Kids                                   | |        |
| 2011年   | リュウ達来ちゃいなよ！ ジャニーズ東西ドーム年越し生歌合戦!!                           | 東京ドーム   | 23:45 - 0:45 | KinKi Kids                                   | |        |
| 2012年   | 平成25!!15年目だよ！ 見なきゃソンSONGジャニーズ年越し生放送                           | 東京ドーム   | 23:45 - 0:45 | KinKi Kids                                   | | 12.3%  |
| 2013年   | ウマれる新たな伝説 ジャニーズ年越し生放送                                             | 東京ドーム   | 23:45 - 0:45 | KinKi Kids                                   | | 9.4%   |
| 2014年   | Johnnys' countdown 2014-2015                                                          | 東京ドーム   | 放送なし     | 放送なし                                     | この年は『ツキたい人グランプリ〜ゆく年つく年〜』（12月31日23:00-1月1日2:00）を放送。 |        |
| 2015年   | 史上最多の大集合！ジャニーズ年越し生放送                                              | 東京ドーム   | 23:45 - 0:45 | 嵐                                           | | 12.5%  |
| 2016年   | ジャニーズカウントダウン 2016-2017                                                    | 東京ドーム   | 23:45 - 0:45 | TOKIO                                        | | 11.6%  |
| 2017年   | ジャニーズカウントダウン 20周年記念超豪華年越し生放送                                 | 東京ドーム   | 23:45 - 0:45 | 国分太一（TOKIO） 井ノ原快彦（V6）           | | 12.0%  |
| 2018年   | ジャニーズカウントダウン 2018-2019 平成ラストの夢物語！ジャニーズ年越し生放送         | 東京ドーム   | 23:45 - 0:45 | 国分太一（TOKIO） 井ノ原快彦（V6）           | テレビ放送前の時間を利用し、ジャニーズJr.のSixTONES、Snow Man、Travis Japanがパフォーマンスを行った。 ジャニーズJr.公式YouTube「ジャニーズJr.チャンネル」にその模様の動画をアップした。                                                              | 15.5%  |
| 2019年   | ジャニーズカウントダウン 2019-2020 新時代がやってきた！令和最初の年越し生放送         | 東京ドーム   | 23:45 - 0:45 | 国分太一（TOKIO） 井ノ原快彦（V6）           | |        |
| 2020年   | 日本中に元気を!!ジャニーズカウントダウン 2020-2021 〜東京の街から歌でつながる生放送〜 | 東京都内各地 | 23:45 - 0:45 | 村上信五（関ジャニ∞）                        | | 12.5%  |
| 2021年   | 東京ドームに2年ぶりの大集合！ ジャニーズカウントダウン2021→2022                       | 東京ドーム   | 23:45 - 0:45 | KinKi Kids                                   | テレビ放送前の時間を利用し、ジャニーズJr.のTravis Japan、HiHi Jets、美 少年、Aぇ! groupがパフォーマンスを行った。 ジャニーズJr.公式YouTube「ジャニーズJr.チャンネル」にその模様の動画をアップした。                                                  |        |
| 2022年   | ジャニーズカウントダウン2022→2023                                                     | 東京ドーム   | 23:45 - 0:45 | 国分太一（TOKIO） 井ノ原快彦（20th Century） | テレビ放送前の時間を利用し、ジャニーズJr.のHiHi Jets、美 少年、7 MEN 侍、IMPACTors、Lil かんさい、Aぇ! groupがパフォーマンスを行った。 ジャニーズJr.公式YouTube「ジャニーズJr.チャンネル」「ジャニーズJr.チャンネル+」にその模様の動画をアップした。 | 13.2％ |
| 2023年   | 開催なし                                                                              | 開催なし     | 開催なし     | 開催なし                                     | この年は『逃走中～お台場リベンジャーズ』（12月31日19:00-1月1日0:30）を放送。 |        |
| 2024年   | 開催なし                                                                              | 開催なし     | 開催なし     | 開催なし                                     | この年は『逃走中〜大みそかSP〜』（12月31日20:52-1月1日0:30）を放送。 |        |

## 各回の内容

### 1996年度 - 2002年度
チャリティーイベントとしてのカウントダウンライブ
- 1996年度 - V6 COUNTDOWN '97（神戸ワールド記念ホール）
- 1997年度 - ジャニーズ カウントダウン・コンサート（J-FRIENDSが東京宝塚劇場で行った。TVでは『SMAP×SMAP! '97→'98 カウントダウンスペシャル!』内でカウントダウンの模様とKinKi KidsがHappy Happy Greetingが録画中継された（吉田伸男アナウンサーは会場の玄関ロビーから中継で会場の盛り上がりをリポートした。））。
- 1998年度 - Asia Biggest Countdown in Dome（『ワールドカウントダウンスペシャル 踊る大みそか・走るお台場』の中で、23時45分から3時に中継。本公演以降、東京ドームでの年越しが恒例となる）
- 1999年度 - J-FRIENDS MILLENNIUM in TOKYO DOME（『ワールドカウントダウンスーパースペシャル24時間まるごとライブLOVE LOVE2000〜世界中の子供たちに僕らが愛でできること』の中で中継。）
- 2000年度 - J-FRIENDS COUNTDOWN FROM TOKYO（23時45分から0時30分に中継。）
- 2001年度 - Vivaメントレ兄弟presents J-FRIENDS COUNTDOWN in TOKYO DOME（23時30分から0時45分に中継[39]。）
- 2002年度 - J-FRIENDS カウントダウンコンサート（23時40分から0時40分に中継。）

### 2003年度
ジャニーズスターシップカウントダウン
2003年12月31日23時40分から、2004年1月1日0時40分までの時間帯に中継した。本公演よりJ-FRIENDS（2003年3月に解散）以外のタレント、グループも参加するようになった。
初登場のNEWSは、労働基準法の関係により小山慶一郎・錦戸亮・山下智久の3名のみの出演となり、カウントダウン後に少年隊の『君だけに』や光GENJIの『パラダイス銀河』など先輩の楽曲をカバーした。KAT-TUNは、同じく労働基準法の関係により亀梨和也を除く5人でバックダンサーとして出演した。またスペシャルゲストとして東山紀之・岡本健一・赤坂晃・佐藤アツヒロが出演した。
この回から同年12月1日に導入された地上デジタルテレビ放送での放送も開始した。当時はフジテレビ(東京)・東海テレビ(名古屋)・関西テレビ(大阪)の東名阪3局のみでの放送。当時はSDTVカメラ撮影のため、地上デジタル放送はピラーボックス放送となる。

### 2004年度
ジャニーズビッグサプライズカウントダウンライブ
2004年12月31日23時40分から2005年1月1日0時40分までの時間帯に中継し、平均視聴率10.6%を記録した。出演者および曲目はTOKIO『自分のために』、NEWS『希望〜Yell〜』、KAT-TUN『ハルカナ約束』、嵐『Hero』『A・RA・SHI』、V6『ありがとうのうた』、関ジャニ∞『浪花いろは節』、KinKi Kids『Anniversary』である。
18歳未満のメンバーがいたNEWSは小山・錦戸・山下・増田貴久・内博貴の5名での出演となった。特別出演者として少年隊・岡本健一・赤坂晃・佐藤アツヒロ・タッキー&翼が登場した。番組の最後には、各グループごとに2005年の抱負を発表した。

### 2005年度
見なきゃソンSONG「PRIDEかけてジャニーズ歌合戦」 at TOKYO DOME since 1998
2005年12月31日23時45分から2006年1月1日0時45分までの時間で生中継し、1998年の放送開始以来最高の平均視聴率13.0%を記録した。司会はKinKi Kidsが担当。過去最多の101人が出演した。タイトル通り、今年は対決をテーマに歌合戦形式でライブが行われた。メドレーの出演者および曲目は以下の通りである。
- 限定ユニット対決[42]（2人組対決[40]） - 修二と彰「青春アミーゴ」、トラジ・ハイジ「ファンタスティポ」[43]。
- バレーボール対決 - V6「MUSIC FOR THE PEOPLE」、嵐「A・RA・SHI」、NEWS「NEWSニッポン」[42]。楽曲を披露したのちに、手に持ったバレーボールを客席に投げ込む演出があった[42]。
- TOKIO VS KinKi対決 - TOKIO「AMBITIOUS JAPAN!」、KinKi Kids「永遠のBLOODS」。堂本剛がTOKIOでボーカルを取り、堂本光一と長瀬智也でKinKi Kidsの曲を歌った[42]。
- 若手3組対決[43] - 関ジャニ∞「好きやねん、大阪。」、NEWS「TEPPEN」、修二と彰やKAT-TUNの曲に続き、最後に3組全員でもう一度「好きやねん、大阪。」を披露[40]。

その他、デビュー10周年を迎えたV6によるメドレーも披露された。後半には東山・岡本・赤坂・佐藤アツヒロがスペシャルゲストとして登場した。またデビュー25周年を迎えた近藤真彦もゲストとして登場し、「ギンギラギンにさりげなく」や「ブルージーンズメモリー」など代表曲のメドレーを歌い上げ、後輩たちと「アンダルシアに憧れて」も披露した。番組終盤では森光子も登場した。

### 2006年度
Johnnys' Countdown 2006-2007
2006年12月31日23時45分から2007年1月1日0時45分までの時間帯に中継し、平均視聴率13.1%を記録した。司会はTOKIOが担当。
出演者はTOKIO、V6、KinKi Kids、嵐、タッキー&翼、NEWS、関ジャニ∞、KAT-TUNで、それぞれの楽曲を披露。その他、山下智久がソロで「抱いてセニョリータ」、テゴマスが「ミソスープ」、岡田准一と櫻井翔の『木更津キャッツアイ』コンビが「シーサイド・ばいばい」を披露した。
2007年デビュー10周年を迎えたKinKi Kidsは、年が明けた2007年1月1日0時以降に登場し後輩グループと10周年を記念したメドレーを披露した。2006年5月から活動を休止していたNEWSが本公演で復帰。城島茂が観客に向けて「カワイイヤツらが帰ってきた！」と呼び込み、場内を沸かせた。
国分は一夜限りのユニットとして紋付ハカマ姿で登場した「いのししエイト」（坂本昌行、二宮和也、松本潤、丸山隆平、上田竜也、中丸雄一、屋良朝幸、風間俊介）にインタビュー。後半にはスペシャルゲストとして近藤真彦と少年隊が登場した他、森光子もゲストとして出演し、出演者とともに記念撮影を行った。
同時に、この回からHDTVカメラ撮影によるハイビジョン制作となり地上デジタル放送ではデジタルハイビジョン放送（画面サイズが16:9）を開始し、それに伴い地上アナログ放送はサイドカット放送を開始した。

### 2007年度
10年目だよ！見なきゃソンSONGジャニーズカウントダウン歌合戦
2007年12月31日23時45分から2008年1月1日0時45分までの時間帯に中継され、平均視聴率10.1%を記録した。コンサートの正式名称は「Johnnys' Countdown 2007-2008」。司会は嵐が担当。出演者はTOKIO、KinKi Kids、V6、嵐、タッキー&翼、NEWS、関ジャニ∞、KAT-TUN。そしてスペシャルゲストに少年隊の東山も登場し、「愛しのナポリタン」を披露した。カウントダウンライブ10周年にあたってヒット曲を年代順に振り返るメドレーを披露した。また全員で唄う『はつうた』という曲を初披露したり、この公演限定の年男ユニット「チューチューセブン」（山口達也、長野博、小山、安田章大、錦戸、生田斗真、赤西）も登場した。
当時、メンバー全員が18歳未満だったHey! Say! JUMPが生出演することは労働基準法に触れるため、12月30日にKinKi Kidsのライブで収録を行った『Ultra Music Power』の映像を放送した。ただし他の未成年のジャニーズJr.らと一緒に客席で観覧していたため、テレビ放送では観客として彼らが映る場面もあった。

### 2008年度
ウシシもぅ大変！東西ドーム10万人集結!!年越しジャニーズ生歌合戦
2008年12月31日23時45分から2009年1月1日0時45分までの時間帯に中継され、平均視聴率10.1%を記録した。コンサートの正式名称は「Johnnys' countdown 2008-2009」。司会は嵐が担当。本年は東京ドームと、KinKi Kidsがコンサートを行う京セラドーム大阪（格闘技イベント「Dynamite!!」がさいたまスーパーアリーナへ移動したことにより実現）に10万人を動員し、過去最大規模で行った。
出演者は錦織一清（少年隊）、TOKIO、V6、KinKi Kids、嵐、滝沢秀明、今井翼、NEWS、関ジャニ∞、KAT-TUN、Hey! Say! JUMP、内博貴、Musical Academy、Kis-My-Ft2、A.B.C-Z、M.A.D.、関西ジャニーズJr.である。KinKi Kidsは京セラドーム大阪にてカウントダウンコンサートを行っていたのでMusical Academyと共に中継で出演。滝沢も舞台のため帝国劇場から、ジャニーズJr.のKis-My-Ft2とA.B.C-Z（それぞれのグループに18歳未満のメンバーがいたためそのメンバーは出演せず）と、さらに特別出演する錦織一清と共に中継で出演した。Hey! Say! JUMPは事前収録したライブ映像『真夜中のシャドーボーイ』を放送したが、18歳以上のメンバー（薮宏太・髙木雄也・八乙女光・伊野尾慧）が途中から出演し18歳未満のメンバーは客席に観客として映っていた。
年越し後はKinKi Kidsの新曲を初披露したスペシャルメドレーやデビュー10周年を迎えた嵐のスペシャルメドレーを行った。その後の2009年サプライズヒットメドレーでは、東京ドームから元NEWS・元関ジャニ∞の内博貴が関西ジャニーズJr.のB.A.D.、 濵田崇裕、中田大智、千崎涼太とともに「内博貴とRockな仲間たち」として登場し、途中からはV6や『NHK紅白歌合戦』に出場したTOKIOも登場して去年同様シャッフルユニットを行い、終盤ではこの公演限定の年男ユニット「ウシシ4」（山下、大倉忠義、田口淳之介、田中聖）も登場した。

### 2009年度
吠えろ！ジャニーズ虎の巻 東西ドーム10万人集結!! 超豪華年越し生歌合戦!!
2009年12月31日23時45分から2010年1月1日0時45分までの時間帯に中継され、視聴率12.5%を記録した。コンサートの正式名称は「Johnnys' countdown 2009-2010」。クロスプログラム・オープニング司会は山下智久と亀梨和也（NEWS・KAT-TUN・修二と彰）、メイン司会は嵐が担当した。本年は東京ドームと関ジャニ∞がコンサートを行う京セラドーム大阪、滝沢秀明座長公演「新春人生革命」及び「新春滝沢革命」の会場である帝国劇場で行った。
東京ドームからTOKIO、V6、KinKi Kids、嵐、今井翼、NEWS（錦戸亮を除く5人）、KAT-TUN、Hey! Say! JUMP（Hey! Say! BESTのみ）が、京セラドーム大阪から関ジャニ∞が、帝国劇場から滝沢、Kis-My-Ft2、A.B.C-Z（それぞれのグループに18歳未満のメンバーがいたためそのメンバーは出演せず。）が出演した。
Hey! Say! 7は去年同様18歳未満のメンバーが生出演することは労働基準法に触れるため、事前収録したライブ映像『Ultra Music Power』を、生出演しているHey! Say! BESTメンバーの映像と組み合わせて放送した。また年越し後に歌った『真夜中のシャドーボーイ』はHey! Say! BESTのみで放送した。NYC boys（中山優馬 w/B.I.Shadow）も同様の理由で事前収録したライブ映像を放送した。NEWSは東京ドームにいる山下、小山、加藤シゲアキ、増田、手越祐也の映像と京セラドーム大阪にいる錦戸の映像を組み合わせて放送した。
その他年明け後には東京ドームから近藤、内、生田、帝国劇場から錦織一清（少年隊）、森光子、ドームから移動した今井が出演。
終盤では東京ドームから本公演限定で「タイガーフォー」（国分太一、増田貴久、内博貴、亀梨和也）も登場した。

### 2010年度
跳べ！ジャニーズ年越し生歌合戦だピョン！
2010年12月31日に東京ドームで開催。2010年12月31日23時45分から2011年1月1日0時45分までの時間帯に中継され、コンサートの正式名称は「Johnny's Countdown 2010-2011」。司会はKinKi Kidsが担当。本年は東京ドームと関ジャニ∞がコンサートを行う京セラドーム大阪、滝沢秀明座長公演「新春滝沢革命」の会場である帝国劇場で同時中継して行った。
東京ドームからTOKIO、V6、KinKi Kids、NEWS、KAT-TUN、Hey! Say! JUMP（Hey! Say! BESTのみ）、Kis-My-Ft2、内博貴 with Question?が、京セラドーム大阪から関ジャニ∞が、帝国劇場から錦織一清（少年隊）とタッキー&翼が出演した。またHey! Say! 7、中山優馬、NYCはVTRでの出演となった。
嵐はNHK『第61回NHK紅白歌合戦』の白組司会を務めたため、東京ドームに駆けつけずNHK敷地内から生中継で出演した。年明け後にはデビュー30周年を迎えた近藤真彦がゲスト出演として登場し、『-MOTTO-』を熱唱、曲の終わりには佐藤アツヒロもゲストとして登場。終盤では東京ドームから本公演限定の「ラビットスリー」（加藤、手越、藤ヶ谷太輔）も登場した。
この回のみ、地上アナログ放送は16:9画面比率のレターボックスでの放送を実施、これに伴いアナログ放送では最後のカウントダウンライブ放送回となる。

### 2011年度
リュウ達来ちゃいなよ！ジャニーズ東西ドーム年越し生歌合戦!!
2011年12月31日23時45分から2012年1月1日0時45分までの時間帯に中継された。コンサートの正式名称は「Johnnys' countdown 2011-2012」。司会はKinKi Kidsが担当。
東京ドームからTOKIO、V6、KinKi Kids、NEWS、KAT-TUN、Hey! Say! JUMP、Kis-My-Ft2、Sexy Zone（VTRのみ、観覧組）、今井翼、ふぉ〜ゆ〜、京セラドーム大阪から関ジャニ∞、帝国劇場から滝沢秀明とA.B.C-Zらが出演した。
NYCは中山が労働基準法に触れるため中山のみ事前収録での出演となり、生出演している山田涼介、知念侑李の映像と組み合わせて放送した。
嵐は『第62回NHK紅白歌合戦』の白組司会を務めたため、東京ドームに駆けつけず東京プリンスホテル屋上から録画で出演した。年明け後には東京ドームから近藤、少年隊（東山・植草克秀）、佐藤アツヒロ、帝国劇場からは錦織一清（少年隊）も出演。東京ドームの今井は帝国劇場にいる滝沢と中継で『夢物語』を途中まで歌った後、今井のバックダンサーを務めていたふぉーゆーとともに番組中すぐに帝国劇場へ移動し、番組後半からは錦織、滝沢、A.B.C-Zらと共に帝国劇場から出演した。終盤では東京ドームから本公演限定の「たつのこスリー」（近藤、井ノ原快彦、宮田俊哉）も登場した。
前年にNEWSを脱退した山下は、TBSの音楽番組『CDTVスペシャル 年越しプレミアライブ 2011→2012』に生出演した。Kis-My-Ft2も、終了後に同番組に生出演した。
この回から地上デジタル放送単独の放送を開始。

### 2012年度
平成25!!15年目だよ！見なきゃソンSONGジャニーズ年越し生放送
2012年12月31日23時45分から2013年1月1日0時45分までの時間帯に中継された。コンサートの正式名称は「Johnnys' countdown 2012-2013」。司会はCDデビュー15周年のKinKi Kidsが担当。番組タイトルの「25」は「にGO」とルビが振られていた。平均視聴率は12.3%。
今回は5年ぶりに東京ドームのみでの開催で、近藤、東山（少年隊）、V6、KinKi Kids、タッキー&翼、山下、NEWS、KAT-TUN、Hey! Say! JUMP、Kis-My-Ft2、A.B.C-Z、内、NYC、中島健人（Sexy Zone）、屋良朝幸が出演した。Sexy Zoneは中島以外は労働基準法に触れるため、中島のみ出演。
『第63回NHK紅白歌合戦』出場組のうち、東京ドームへ移動して出演したのは前述のNYCのみで、嵐、TOKIO、関ジャニ∞は東京プリンスホテル屋上からの録画出演となった。例年は年明け後にスペシャルゲストが登場するが、今回は番組冒頭から近藤が、そして年明け直前に東山が登場し、それぞれのヒット曲を熱唱した。また滝沢（タッキー&翼）が5年ぶりに東京ドームに出演した。年男ユニットは、錦織（少年隊・1965年生まれ）が不出演で松岡昌宏（TOKIO・1977年生まれ）も東京ドームに登場しなかったことから成立しなかった（1989年生まれのメンバーは同時点で不在）。

### 2013年度
ウマれる新たな伝説 ジャニーズ年越し生放送
2013年12月31日23時45分から2014年1月1日0時45分までの時間帯に中継された。コンサートの正式名称は「Johnnys' countdown 2013-2014」。司会はKinKi Kidsが担当。平均視聴率は9.4%。
東京ドームから近藤真彦、KinKi Kids、タッキー&翼、山下智久、NEWS、Hey! Say! JUMP、Kis-My-Ft2、A.B.C-Z、内博貴、中山優馬、中島健人・菊池風磨（Sexy Zone全員としてはVTRのみ）、屋良朝幸、京セラドーム大阪からKAT-TUN（VTRのみ）が出演した。終盤では東京ドームから本公演限定の「ウマウマシックス」（薮、髙木、伊野尾、八乙女、玉森裕太、二階堂高嗣）も登場した。
また公演中に中間淳太、桐山照史、重岡大毅、小瀧望（小瀧望は労働基準法の関係により観客席から）の4人がグループ名を手書きした紙を掲げて「ジャニーズWEST4」の結成とCDデビューを発表した。
今回はSexy Zone以外の『第64回NHK紅白歌合戦』出場組（TOKIO、嵐、関ジャニ∞）と少年隊、V6は出演しなかった。ただし近藤が早退した後のエンディングでは、その紅白から香取慎吾（SMAP）が、本番組の後に系列各局で放送される番組『YOUコントしちゃいなよ』の宣伝絡みで東京ドームに登場した。同番組には香取、稲垣吾郎（以上、SMAP）、北山宏光、宮田俊哉、千賀健永、二階堂、横尾渉（以上、Kis-My-Ft2）、中島健人、マリウス葉（以上、Sexy Zone）、河合郁人、塚田僚一（以上、A.B.C-Z）、内らが出演し、2時15分まで引き続き放送された。

### 2014年度
Johnnys' countdown 2014-2015
2014年12月31日から2015年1月1日開催分は近藤、少年隊（東山・植草）、岡本健一、KinKi Kids、タッキー&翼、NEWS、Hey! Say! JUMP、Sexy Zone（松島、マリウスを除く3人。）、A.B.C-Z、ジャニーズWEST、ジャニーズJr.13名を含む全49人が出演し、前年（2013年度）同様『第65回NHK紅白歌合戦』出場後の出演はSexy Zoneのみ。病気療養していた今井は、このコンサートが復帰のステージになった。この年は、デビュー35周年となる近藤をメインとしたステージが展開され、コンサート終盤には紅白のゲスト審査員を務めた黒柳徹子がパトカーで東京ドームに駆け付けた。なお、本公演は唯一生中継が行われなかった回である。
代替番組として年越し番組『2014→2015 ツキたい人グランプリ〜ゆく年つく年〜』（23:00 - 0:45）が放送された。

### 2015年度
史上最多の大集合！ジャニーズ年越し生放送
2015年12月31日から2016年1月1日にかけて開催、2年ぶりに23時45分から0時45分までの時間帯に中継された。この年は東山紀之（少年隊）、佐藤アツヒロ、TOKIO、V6、KinKi Kids、嵐、タッキー&翼、NEWS、関ジャニ∞、KAT-TUN、Hey! Say! JUMP、Kis-My-Ft2、Sexy Zone、A.B.C-Z、中山、ジャニーズWEST、屋良、内ら過去最多となる114人が出演した（うちV6は事前収録、Hey! Say! JUMPは京セラドーム大阪から中継出演）。Sexy Zoneは当時15歳のマリウス葉を除く4人での出演。司会は嵐が2009年以来6年ぶりに務めた。『第66回NHK紅白歌合戦』出場組はTOKIO、V6、嵐、関ジャニ∞、Sexy Zoneの5組で、V6を除く4組が東京ドームに出演した。なお、当初は近藤も本公演に出演する予定だったが、『第66回NHK紅白歌合戦』に19年ぶり10回目出場、白組トリを務めた関係上、出演しなかった。
この年はKinKi Kidsのデビュー20年目突入記念してのスペシャルメドレー、KAT-TUNのデビュー10周年記念メドレー、本来の持ち歌であるグループを他のグループと交代して披露する「グループチェンジメドレー」や、異なる2つのグループのそれぞれ1人ずつによる共演でヒット曲を披露する「夢の2ショット」など、スペシャルコーナーが行われた。「初夢2ショット」企画では番外編として修二と彰が復活し、出演が告知されていなかった山下智久も姿を見せた。また終盤では本公演恒例の年男ユニット「モンキースリー」を発表、メンバーはV6の岡田准一、嵐の大野智（ともに1980年生まれ）、ジャニーズWESTの重岡大毅（1992年生まれ）の3人。なお、岡田はライブ不出演のため等身大パネルで登場した。
平均視聴率は12.5%を記録し、同局の前年の年越し番組『2014→2015 ツキたい人グランプリ〜ゆく年つく年〜』の2.5%から10ポイント上昇した。
フジテレビでは事前特番として、2015年12月26日の15時35分から17時30分まで「土曜ワイド」（関東ローカル）枠にて『2年ぶりの復活 特別企画 ジャニーズ年越し生放送16年の歴史一気に見せますスペシャル』を放送した（中継されなかった2014年度分のVTRは挿入されなかった。）。
「初夢2ショット」投票結果
| 順位   | 2ショット                                       | 披露曲                                                |
| ------ | ----------------------------------------------- | ----------------------------------------------------- |
| 1位    | 滝沢秀明（タッキー&翼）×渋谷すばる（関ジャニ∞） | 明日に向かって（嵐）                                  |
| 2位    | 大倉忠義（関ジャニ∞）×北山宏光（Kis-My-Ft2）    | アイノビート（Kis-My-Ft2）、ズッコケ男道（関ジャニ∞） |
| 3位    | 松本潤（嵐）×河合郁人（A.B.C-Z）                | WISH（嵐）                                            |
| 4位    | 東山紀之（少年隊）×大野智（嵐）                 | 日本よいとこ摩訶不思議（少年隊）                      |
| 5位    | 櫻井翔（嵐）×菊池風磨（Sexy Zone）              | A・RA・SHI（嵐）                                      |
| 番外編 | 山下智久×亀梨和也（KAT-TUN)                     | 青春アミーゴ（修二と彰）                              |

### 2016年度
ジャニーズカウントダウン2016-2017
2016年12月31日から2017年1月1日にかけて開催、23時45分から0時45分までの時間帯に中継された。司会はTOKIOが10年ぶりに務め、1月1日に東京ドーム単独ライブを行うHey! Say! JUMPのステージが初めて使用された。視聴率は11.6%（関東地区・世帯・リアルタイム。ビデオリサーチ社調べ）を記録。
この年はTOKIO、KinKi Kids、V6、嵐、タッキー&翼、NEWS、関ジャニ∞、Hey! Say! JUMP、Kis-My-Ft2、Sexy Zone、A.B.C-Z、ジャニーズWEST、東山（少年隊）、岡本、佐藤アツヒロ、山下、内、中山、屋良が出演。Sexy Zoneは、当時16歳のマリウス葉を除く4人での出演となった 。『第67回NHK紅白歌合戦』にも出場したのはTOKIO、KinKi Kids、V6、嵐、関ジャニ∞、Sexy Zoneの6組で、このうちKinKi Kidsと、白組司会を務めた嵐の相葉雅紀が事前収録での出演となり、嵐は相葉を除くメンバー4人が途中から合流した。
今回の新たな目玉企画として「ジャニーズサンキューメドレー」が披露され、各出演グループが「これまで支えてくれた方々へ、今一番贈りたい曲」を選曲、13曲を歌唱したほか、Hey! Say! JUMPのデビュー10周年を記念し「Hey! Say! JUMP10周年記念メドレー」が行われた。この他、他グループの楽曲を披露する「グループチェンジメドレー」、各グループの歴代の名曲メドレーを披露する「ヒットソングメドレー」といった企画が行われ、グループの垣根を越えてアーティストが限定ユニットを組んで披露する「シャッフルメドレー」では12月31日に解散したSMAPの「オリジナル スマイル」も披露された。
本公演恒例の年男ユニットとして「酉年イレブン」を結成、岡本を筆頭に今井（タッキー&翼）、渋谷すばる、横山裕（以上、関ジャニ∞）、岡本圭人、山田涼介、中島裕翔、知念侑李（以上、Hey! Say! JUMP）、橋本良亮（A.B.C-Z）、神山智洋、藤井流星（以上、ジャニーズWEST）の歴代最多の11人からなる構成で、「シャッフルメドレー」内に登場、男闘呼組（岡本親子の父・健一が在籍していた）の「TIME ZONE」を披露し、その中では岡本健一・圭人親子が顔を寄せ合って歌う姿も見られた。エンディングでは、TOKIOが「最も頑張ったと思う」メンバーをMVP表彰する企画を実施、東山がMVPに選出された。
中継終了後、解散したSMAPへの感謝を込めて岡本、井ノ原快彦（V6）、今井らがSMAPへ感謝の一言を伝えた後、最後に長瀬（TOKIO）が「SMAPに拍手を送ろう!」と出演メンバーとファンに呼びかけ、大拍手でSMAPを労い閉幕した。

### 2017年度
ジャニーズカウントダウン 20周年記念超豪華年越し生放送
2017年12月31日から2018年1月1日にかけて開催、23時45分から0時45分までの時間帯に中継された。司会は国分太一（TOKIO）と井ノ原快彦（V6）が担当。この放送回よりリアルタイム字幕放送を実施。視聴率は12.0%（関東地区・世帯・リアルタイム。ビデオリサーチ社調べ）を記録。
この年はTOKIO、KinKi Kids、V6、嵐、NEWS、関ジャニ∞、Hey! Say! JUMP、Kis-My-Ft2、Sexy Zone、A.B.C-Z、ジャニーズWEST、東山（少年隊）、佐藤、岡本、山下、亀梨（KAT-TUN）、中山、ジャニーズJr.、総勢114名が出演（KinKi Kidsは京セラドーム大阪で単独カウントダウン公演のため、同所から中継で登場）。Sexy Zoneは当時17歳のマリウス葉を除く4人での出演。『第68回NHK紅白歌合戦』にも出場したのはTOKIO、嵐、関ジャニ∞、Hey! Say! JUMP、Sexy Zoneの5組で、このうち、白組司会を務めた嵐の二宮が放送中には間に合わず事前収録での出演となり、嵐は二宮を除くメンバー4人が二宮のお面を用意し出演者全員がお面を使って盛り上げた。
ライブではNEWSの15周年メドレー、各グループのメンバーをシャッフルしたスペシャルユニットで楽曲を披露する「ジャニーズシャッフルメドレー」、他グループの楽曲を披露する「ジャニーズグループチェンジメドレー」などが披露された他、出演を告知されていなかった中丸、上田が登場し、KAT-TUN3人でグループの再始動を発表、同時に1月期放送の亀梨主演ドラマ『FINAL CUT』の主題歌「Ask Yourself」が初披露された。
本公演恒例の年男ユニットは、「ワンワンシックス」で城島茂（TOKIO）、櫻井翔、相葉（以上、嵐）、村上信五（関ジャニ∞）、中山、中島（Sexy Zone）の6名で構成され、「ワンワンシックスSPメドレー」として近藤やSMAPの曲などを披露した。
中継開始前だったが、ライブのトップバッターを務めたKis-My-Ft2の歌唱中に『中居&ナイナイの日本一周 72時間ホンネの旅』の一環として、中居正広（元SMAP）と岡村隆史（ナインティナイン）がブラックスカル姿でダンスを披露した（この様子はめちゃ2イケてるッ!で放送された）。中居が本公演に出演するのは、1986年にジャニーズ事務所に入所してからは初となった。

### 2018年度
ジャニーズカウントダウン2018-2019 平成ラストの夢物語！ジャニーズ年越し生放送
2018年12月31日から2019年1月1日にかけて開催、23時45分から0時45分までの時間帯に中継された。司会は国分太一（TOKIO）と井ノ原快彦（V6）が担当。視聴率は歴代最高の15.5%（関東地区・世帯・リアルタイム。ビデオリサーチ社調べ）を記録。
この年は近藤、東山（少年隊）、V6、嵐、NEWS、関ジャニ∞、KAT-TUN、Hey! Say! JUMP、Kis-My-Ft2、Sexy Zone、A.B.C-Z、ジャニーズWEST、King & Prince、山下、ジャニーズJr.が出演（NEWSは京セラドーム大阪で単独カウントダウン公演のため、同所から中継で出演）。『第69回NHK紅白歌合戦』にも出場したのは嵐、関ジャニ∞、Hey! Say! JUMP、Sexy Zone、King & Princeの5組で、このうち嵐の櫻井は白組司会を務めた。
ライブでは、デビュー20周年を迎える嵐とデビュー15周年を迎える関ジャニ∞がそれぞれスペシャルメドレー、各グループのメンバーをシャッフルしたスペシャルユニットで楽曲を披露する「ジャニーズシャッフルメドレー」、他グループの楽曲を披露する「ジャニーズグループチェンジメドレー」などが披露された。2018年9月10日をもって解散したタッキー&翼が出演し、山下、風間、生田、長谷川純によるFOUR TOPSがバックダンサーを務め、「REAL DX」「Venus」「夢物語」計3曲の「タッキー&翼 サンキューメドレー」を披露。ラストの「夢物語」の後には2人に花束を渡すため、剛の顔写真を貼り付けたジャケットを着用した光一が、東山・近藤と共に花束を持って登場した。

### 2019年度
ジャニーズカウントダウン2019-2020 新時代がやってきた！令和最初の年越し生放送
2019年12月31日から2020年1月1日にかけて開催、23時45分から0時45分までの時間帯に中継された。司会は国分（TOKIO）と井ノ原（V6）が担当。
この年はV6、KinKi Kids、嵐、NEWS、関ジャニ∞、KAT-TUN、山下智久、Hey! Say! JUMP、Kis-My-Ft2、Sexy Zone、A.B.C-Z、ジャニーズWEST、King & Princeが出演（KinKi Kidsは京セラドーム大阪で単独カウントダウン公演のため、同所から中継で出演）。また、2020年1月22日にデビューのSixTONESとSnow Manが初出演。出演者数はTravis Japan、宇宙Six、HiHi Jets、7 MEN 侍、なにわ男子、Aぇ!group、Jr.SPらジャニーズJr.64人を含む計144人。『第70回NHK紅白歌合戦』にも出場したのは嵐、関ジャニ∞、Hey! Say! JUMP、Kis-My-Ft2、King & Princeの5組で、このうち嵐の櫻井は白組司会を務めた。
グループの垣根を越えた「グループチェンジメドレー」、各グループのデビュー曲をまとめた「ジャニーズデビューソングメドレー」が披露されたが、各グループ・アーティストの代表曲を披露する「ジャニーズスーパーヒットソングメドレー」では、山下と亀梨が“修二と彰”として登場し、15周年となる2020年はプロジェクトを始動させ、まずはコンサートツアーを開催することをサプライズで発表した。
2020年でデビュー25周年となるV6の「25周年記念メドレー」が披露された後、最後に年男ユニット「チューチューシックス」がねずみの飾りを頭につけて登場し、出演者全員で「WAになっておどろう」を歌唱してライブは幕を閉じた。
フジテレビでは事前特番として、2019年12月30日の15時50分から17時45分まで国分と井ノ原の司会による『令和最初のジャニーズカウントダウン直前SP』を放送した（北海道文化放送、岩手めんこいテレビ、仙台放送、長野放送で同時ネット）。

### 2020年度
日本中に元気を!!ジャニーズカウントダウン2020-2021〜東京の街から歌でつながる生放送〜
2020年12月31日から2021年1月1日にかけて、23時45分から0時45分までの時間帯に中継された。司会は村上信五（関ジャニ∞）。なお、この年は新型コロナウイルス感染拡大の影響により東京ドームでの開催はせず、お台場、渋谷PARCO、東京タワー前やよみうりランド、六本木周辺を走る2階建てバスなど、東京都内各所からの中継を結ぶ形での放送となった。視聴率は12.5%（関東地区・世帯・ビデオリサーチ社調べ）を記録した。ライブのみ行われ生中継が実施されなかった2014年度とは対照的に、テレビ放送のためにパフォーマンスを行う形となった。
この年はNEWS、関ジャニ∞、KAT-TUN、Hey! Say! JUMP、Kis-My-Ft2、Sexy Zone、A.B.C-Z、ジャニーズWEST、King & Prince、SixTONES、Snow Manが出演した。このうち、Snow Manではメンバーの宮舘涼太が新型コロナウイルスに感染し、後に他のメンバー8人全員が濃厚接触者と判定された影響で、事前収録での出演となった。なお、同年の12月31日で活動休止となる嵐の出演はないものの、同日に行われたライブの模様が一部放送された。このうち、『第71回NHK紅白歌合戦』には嵐、関ジャニ∞、Hey! Say! JUMP、Kis-My-Ft2、King & Prince、SixTONESの6組が出場した。恒例の年男ユニットのパフォーマンスも行われ、「ウシシ8」が牛のコスチュームを身に着け、1985年生まれの大倉・北山・五関が「仮面舞踏会」を、1997年生まれの松島・平野・神宮寺・森本・目黒が「WAになっておどろう」を各グループの中継場所から歌い繋いだ。
番組の途中では本番組をオンライン配信することを発表し、配信限定の追加パフォーマンスを加えた上で「完全版」としてJohnny's net onlineにて1月3日から1月6日までFC会員限定で有料配信された。

### 2021年度
東京ドームに2年ぶりの大集合！ジャニーズカウントダウン2021→2022
2021年12月31日から2022年1月1日にかけて23時45分から0時45分までの時間帯に中継された。司会はKinKi Kids。なお、昨年は東京都内各所からの中継となったが本年は2年ぶりに東京ドームでの開催となる。
この年はKinKi Kids、NEWS、関ジャニ∞、KAT-TUN、Hey! Say! JUMP、Kis-My-Ft2、Sexy Zone、A.B.C-Z、ジャニーズWEST、King & Prince、SixTONES、Snow Man、なにわ男子が出演。このうち、2021年11月12日にCDデビューしたなにわ男子が初出演を果たした。さらにこのうち、『第72回NHK紅白歌合戦』には関ジャニ∞、KAT-TUN、King & Prince、SixTONES、Snow Manの5組が出場。
他グループのヒット曲をカバーする「グループチェンジメドレー」の後、当初は出演が発表されていなかった相葉と風間がサプライズで出演し、佐藤勝利、藤井流星、岸優太、浮所飛貴ら番組レギュラーメンバーと共に『VS魂』のテーマソング「New Again! Again and Again!」を披露。その後、15周年を迎えるHey! Say! JUMP、10周年を迎えるA.B.C-Z、デビュー25周年を迎えるKinKi Kidsのアニバーサリーメドレーが続いた。なお、事前に視聴者から「セクシー」「元気」「王子様」だと思うジャニーズメンバーを各1人ずつ選んで公式ホームページに設置されているアンケートフォームから投票してもらい、各部門で上位にランクインしたメンバーでユニットを組むという今回の目玉となる特別企画「ジャニーズ初夢ユニット」の結果が発表され、上位5人のメンバーでそれぞれ「One Love」（セクシー部門）、「スシ食いねェ!」（元気部門）、「ダイナマイト」（王子様部門）を披露した。最後に年男で構成されたユニット「トラっ子ナイン！」が登場し、V6の「WAになっておどろう」を全員で歌唱して幕を閉じた。
「国民投票『ジャニーズ初夢ユニット』」投票結果（投票総数：約86万）
| 順位 | セクシー部門          | 元気部門                   | 王子様部門                 |
| ---- | --------------------- | -------------------------- | -------------------------- |
| 1位  | 目黒蓮（Snow Man）    | 大橋和也（なにわ男子）     | 道枝駿佑（なにわ男子）     |
| 2位  | 中島健人（Sexy Zone） | 佐久間大介（Snow Man）     | 山田涼介（Hey! Say! JUMP） |
| 3位  | 松村北斗（SixTONES）  | 森本慎太郎（SixTONES）     | 平野紫耀（King & Prince）  |
| 4位  | 菊池風磨（Sexy Zone） | 岸優太（King & Prince）    | 京本大我（SixTONES）       |
| 5位  | 亀梨和也（KAT-TUN）   | 重岡大毅（ジャニーズWEST） | 堂本光一（KinKi Kids）     |

### 2022年度
ジャニーズカウントダウン2022→2023
2022年12月31日から2023年1月1日にかけて23時45分から0時45分までの時間帯に中継。司会は国分（TOKIO）と井ノ原（20th Century）が担当。
この年はKinKi Kids、NEWS、関ジャニ∞、KAT-TUN、Hey! Say! JUMP、Kis-My-Ft2、Sexy Zone、A.B.C-Z、ジャニーズWEST、King & Prince、SixTONES、Snow Man、なにわ男子が出演、2022年10月28日にメジャーデビューしたTravis Japanが初出演した。このうち、『第73回NHK紅白歌合戦』にはKinKi Kids、関ジャニ∞、King & Prince、SixTONES、Snow Man、なにわ男子の6組が出場した。
3年ぶりに声出しが容認された会場で、Hey! Say! JUMPを皮切りに、それぞれのグループが持ち歌を披露して公演がスタートした。全員でカウントダウンをした後、この日で芸能界を引退するマリウス葉がタイトルコールを担当し、「ジャニーズシャッフルメドレー」がスタート。メドレーの最後には年男で構成されたユニット「うさピョンセブン！」も登場し、「フラワー」を披露した。その後、他グループのヒット曲をカバーする「グループチェンジメドレー」では、5人では最後の出演となるKing & Princeが「ジェットコースター・ロマンス」を肩を組んで歌い、Sexy Zoneも5人でのラストステージとして、お揃いの指輪とネックレスを身につけて「RUN」をパフォーマンスした。その後、デビュー20周年のNEWSによる「weeeek」、『第73回NHK紅白歌合戦』終了後に東京ドームに移動して到着したKinKi Kidsによる「Amazing Love」が続き、最後には「WAになっておどろう」を全員で歌唱して終了した。視聴率は13.2%（関東地区・世帯・ビデオリサーチ社調べ）を記録した。

### 2023年度（開催中止）
ジャニー喜多川性加害問題を受けた体制見直しのため、開催が中止となったことが2023年11月18日に発表された。なお、中継を放送していたフジテレビは、中止が決定する以前の同年10月27日に開催の有無に関わらず放送を見送ることが発表されていた。当該時間帯は『逃走中〜お台場リベンジャーズ』を同年12月31日19時 - 2024年1月1日0時30分に放送。同番組には増田貴久（NEWS）が出演した。

### 2024年度（開催中止）
2年連続開催を見送ることが2024年11月30日にSTARTO ENTERTAINMENTより発表された。当該時間帯は『逃走中〜大みそかSP〜』を同年12月31日20時52分 - 2025年1月1日0時30分に放送。

## ネット局
| 放送対象地域   | 放送局                    | 系列                                         | 備考                                |
| -------------- | ------------------------- | -------------------------------------------- | ----------------------------------- |
| 関東広域圏     | フジテレビ（CX）          | フジテレビ系列                               | 制作局                              |
| 北海道         | 北海道文化放送（uhb）     | フジテレビ系列                               | 同時ネット                          |
| 岩手県         | 岩手めんこいテレビ（mit） | フジテレビ系列                               | 同時ネット                          |
| 宮城県         | 仙台放送（OX）            | フジテレビ系列                               | 同時ネット                          |
| 秋田県         | 秋田テレビ（AKT）         | フジテレビ系列                               | 同時ネット                          |
| 山形県         | さくらんぼテレビ（SAY）   | フジテレビ系列                               | 同時ネット                          |
| 福島県         | 福島テレビ（FTV）         | フジテレビ系列                               | 同時ネット                          |
| 新潟県         | NST新潟総合テレビ（NST）  | フジテレビ系列                               | 同時ネット                          |
| 長野県         | 長野放送（NBS）           | フジテレビ系列                               | 同時ネット                          |
| 静岡県         | テレビ静岡（SUT）         | フジテレビ系列                               | 同時ネット                          |
| 富山県         | 富山テレビ（BBT）         | フジテレビ系列                               | 同時ネット                          |
| 石川県         | 石川テレビ（ITC）         | フジテレビ系列                               | 同時ネット                          |
| 福井県         | 福井テレビ（FTB）         | フジテレビ系列                               | 同時ネット                          |
| 中京広域圏     | 東海テレビ（THK）         | フジテレビ系列                               | 同時ネット                          |
| 近畿広域圏     | 関西テレビ（KTV）         | フジテレビ系列                               | 同時ネット                          |
| 島根県・鳥取県 | さんいん中央テレビ（TSK） | フジテレビ系列                               | 同時ネット                          |
| 岡山県・香川県 | 岡山放送（OHK）           | フジテレビ系列                               | 同時ネット                          |
| 広島県         | テレビ新広島（TSS）       | フジテレビ系列                               | 同時ネット                          |
| 愛媛県         | テレビ愛媛（EBC）         | フジテレビ系列                               | 同時ネット                          |
| 高知県         | 高知さんさんテレビ（KSS） | フジテレビ系列                               | 同時ネット                          |
| 福岡県         | テレビ西日本（TNC）       | フジテレビ系列                               | 同時ネット                          |
| 佐賀県         | サガテレビ（STS）         | フジテレビ系列                               | 同時ネット                          |
| 長崎県         | テレビ長崎（KTN）         | フジテレビ系列                               | 同時ネット                          |
| 熊本県         | テレビ熊本（TKU）         | フジテレビ系列                               | 同時ネット                          |
| 鹿児島県       | 鹿児島テレビ（KTS）       | フジテレビ系列                               | 同時ネット                          |
| 沖縄県         | 沖縄テレビ（OTV）         | フジテレビ系列                               | 同時ネット                          |
| 大分県         | テレビ大分（TOS）         | フジテレビ系列 日本テレビ系列                | 大晦日が火・木・金曜 の場合のみ放送 |
| 宮崎県         | テレビ宮崎（UMK）         | フジテレビ系列 日本テレビ系列 テレビ朝日系列 | 大晦日が月〜木・土曜 の場合のみ放送 |

## 中継スタッフ
2022年度
- 企画・制作：ジャニーズ事務所
- 振付：Shin.1、TADAKO
- 美術制作：古江学
- アートコーディネーター：中村秀美
- メイク：山田かつら
- 衣装：幸松里奈
- 持道具：土屋洋子
- 【東京ドーム中継】
  - TD：永野進
  - SW：斉藤伸介
  - CAM：三村純一
  - AUD：吉永哲也
  - VE：松本賢二
  - 照明：小林直貴
  - 回線：近政秀紀
- 【送出】
  - SW：長田崇
  - VE：富澤貴啓
  - AUD：斎藤由佳
  - SE：中田圭三
- 編集：髙垣宥衣
- MA：小林美菜
- CG：千代祥子
- 技術協力：fmt、共テレ、放映サービス、田中電設、共立、明光セレクト、レントアクト昭特、ロケット、バンセイ、SOFTBANK、三穂電機
- 制作協力：ザ・スピングラス、LLOYD BROTHERS、ビー・ブレーン
- 協力：ヤング・コミュニケーション、ジャニーズ出版、キョードー東京
- 制作：太田一平
- 構成：山内浩嗣
- 編成：狩野雄太
- 広報：北村桃子
- TK：槇加奈子、石原由季
- 制作進行：津野若菜
- AP：相場優衣子、諏訪原彩
- ディレクター：黒田源治、浅尾和寿、中内竜也、鷹見睦、金澤賢史、片山雄貴、黒岩栄治、松舘ちひろ・川上惇、城間康男、小坂航
- プロデューサー：宮崎鉄平、宮木正悟、金佐智絵、岡村恭子、桐谷太一、竹内承
- 演出：唐雅則
- チーフプロデューサー：三浦淳
- 総合演出：萬匠祐基
- 制作：フジテレビ 編成制作局 制作センター 第二制作室
- 制作著作：フジテレビ

## ソフト化
2002年のJ-FRIENDS カウントダウンコンサートは「J-FRIENDS Never Ending Spirit 1997-2003」として2003年4月9日にジャニーズ・エンタテイメントよりVHS/DVD化されている。
2003年度のカウントダウンコンサートは「Johnny's Starship Countdown 2003-2004」として、2004年にDVDが公式携帯サイト「Johnny's web」にて通信販売限定にて販売された。
2007年度のカウントダウンコンサートのうち、TOKIO出演部分のみを抜粋したものが2008年のアルバム「sugar」（初回盤A）の特典DVDに収録されている。